# Польская корова

Скриншот GIF-анимации, которая была взята за основу мема

Polish Cow (с англ. — «Польская корова», также известна под именами Dancing Cow и Dancing Polish Cow at 4 am) — видеоролик, ставший популярным визуально-музыкальным интернет-мемом осенью 2020 года. Ролик содержит песню «Gdzie jest biały węgorz?» исполнителя Cypis и GIF-анимацию с танцующей коровой.

## История
В октябре 2015 года польский рэпер Циприан Рацицкий под прозвищем Cypis выложил клип на свою композицию «Gdzie jest biały węgorz?» (с пол. — «Где белый угорь?», часто также упоминается перевод «Где белая горячка?»), в которой поётся о зависимости лирического героя от наркотиков.
В июле и августе 2020 года в Интернете начали массово распространяться видеомемы, в которых под мелодию танцуют разные персонажи. Наиболее известной стала вариация, в которой под строки песни пляшет чёрно-белая корова, поднимая ноги. Впервые GIF-анимация коровы появилась у пользователя платформы Tenor под именем Cow Dancing GIF ещё в феврале 2016 года.
Многие считают, что корову использовали не просто так — для многих жителей США и Западной Европы Польша воспринимается как сельскохозяйственная страна, неотъемлемой частью жизни которой являются коровы. Одна из самых полюбившихся людям версий — часовой ролик «Dancing Polish Cow at 4 am» (с англ. — «Танцующая польская корова в 4 утра»), в котором изображение животного то растягивается, то становится кислотно-ярким.
В других вариантах мема корову перемещают по разным локациям: достопримечательностям, видеоиграм, мультфильмам, манге и др. Некоторые мемоделы попробовали создать более замысловатые версии с сюжетом. Сам исполнитель песни на волне популярности «Польской коровы» выпустил на своём YouTube-канале ремикс композиции, поставив на видеоряд GIF-анимацию коровы.
В конце 2020 года пользователи соцсети «ВКонтакте» выбрали главные мемы через голосование в мини-приложении «Битва мемов». «Польскую корову» поместили на 3 место (1 место занял мем «Загадка от Жака Фреско», а 2 — «Дэб» с изображением актёра Андрея Гайдуляна).
В 2021 году на Тайване появились китайские игрушки с электрическим двигающимся кактусом, из которого издавались строки песни «Gdzie jest biały węgorz?». Однажды одна польская мать, живущая в Тайчжуне, посетила магазин со своим ребёнком и обнаружила, что кактус читает довольно откровенные тексты.